# Tipula (Lunatipula) curvata
Tipula (Lunatipula) curvata is een tweevleugelige uit de familie langpootmuggen (Tipulidae). De soort komt voor in het Palearctisch gebied.